# 岩田一平
岩田 一平（いわた いっぺい、1957年 - ）は、日本のジャーナリスト、編集者。

## 概要
大阪生まれ。父親は風刺漫画家だった。
早稲田大学政治経済学部政治学科卒。朝日新聞記者を経て、週刊朝日副編集長、アサヒカメラ編集長、朝日新書編集長などを務め、のち、教育事業部で就活支援や作文講座にかかわる事業などに従事。
新聞社勤務のかたわら、10年以上、神保町のマスコミ就職用作文私塾「ペンの森」で就活生の作文指導をしている。

## 著作
- 縄文人は飲んべえだった : ハイテクで探る古代の日本 朝日新聞社 1992 のち朝日文庫
- ハイテクで解く縄文の謎 大日本図書 1997 (ノンフィクション・ワールド)
- 遺跡を楽しもう 岩波書店 1999 (岩波ジュニア新書)
- 珍説・奇説の邪馬台国 講談社 2000 (The new fifties. 黄金の濡れ落葉講座)
- 「欠点」を「強み」に変える就活力 : 上位5%に入るエントリーシート&作文の書き方 サンマーク出版 2017